# Хелм (гмина)
Хелм (пол. Chełm) — сельская гмина (волость) в Польше, входит как административная единица в Хелмский повет, Люблинское воеводство. Население — 12 525 человек (на 2004 год).

## Соседние гмины
1. Хелм
2. Гмина Дорохуск
3. Гмина Камень
4. Гмина Леснёвице
5. Гмина Реёвец
6. Гмина Руда-Хута
7. Гмина Савин
8. Гмина Седлище
9. Гмина Сенница-Ружана
10. Гмина Вежбица